# Ярак-Чурма
Ярак-Чурма — деревня в Балтасинском районе Республики Татарстан. Входит в состав Шубанского сельского поселения.

## Географическое положение
Деревня расположена на севере Татарстана, в юго-западной части Балтасинского района, в северо-восточной части сельского поселения, на берегах реки Ярак Чурминка (приток реки Шошма). Расстояние до районного центра (посёлка городского типа Балтаси) — 4 км. Абсолютная высота — 126 метров над уровнем моря. Ближайшие населённые пункты — Гондырево, Верхний Шубан, Большие Лызи 2-я часть, Большие Лызи 1-я часть.

## Население
| 2010 |
| ---- |
| 156  |

Национальный состав
В национальном составе населения преобладают удмурты.

## Инфраструктура
В Ярак-Чурме расположены начальная школа, фельдшерско-акушерский пункт, сельский клуб, библиотека, а также объекты агропромышленного комплекса (животноводческие фермы).
Общая площадь жилого фонда деревни — 2000 м².

В деревне имеется 2 улицы:
- М. Горького
- Мира